# Partit de Salvació Nacional
El Partit de Salvació Nacional (turc Millî Selamet Partisi, MSP) fou un partit polític de Turquia d'orientació islamista moderada, fundat l'11 d'octubre de 1972 com a successor del proscrit Partit de l'Ordre Nacional (Milli Nizam Partisi, MNP).
Liderat per Necmettin Erbakan, a les eleccions legislatives turques de 1973 va assolir un 11,8% dels vots i 48 escons, tot un èxit. Això li va permetre formar part del govern de coalició amb el Partit Republicà del Poble i Erbakan fou nomenat viceprimer ministre i encarregat d'afers religiosos. Tot i no assolir un resultat tan bo, a les eleccions legislatives turques de 1977 va obtenir un 8,57% dels vots i 24 diputats a la Gran Assemblea Nacional de Turquia. Aquesta progressió es va trencar quan es produí el cop d'estat de 1980. El partit fou clausurat a causa de la violació dels articles de la Constitució en relació amb la laïcitat.
Quan es va restablir la democràcia el 1983 el seu líder va fundar el Refah Partisi, que també fou clausurat el 1998.

## Resultats electorals
| Eleccions | Vots      | %     | Escons |
| --------- | --------- | ----- | ------ |
| 1973      | 1,265,771 | 11.80 | 48/450 |
| 1977      | 1,269,918 | 8.56  | 24/450 |